# رزدر (درآگاه)
رزدر روستایی در دهستان درآگاه بخش مرکزی شهرستان حاجی‌آباد استان هرمزگان ایران است.

## جمعیت
بر پایه سرشماری عمومی نفوس و مسکن در سال ۱۳۹۵ جمعیت این مکان ۱۹ نفر (۶خانوار) بوده‌است.